# Marsanes

## El manuscrito
Marsanes es el único escrito, en copto, que abarca todo Códice X de Nag Hammadi (NH X 1-68), y también hay que decirlo, es uno de los peor conservados de los cincuenta y cuatro tratados de Nag Hammadi.

## Aspectos literarios
El tratado Marsanes es un discurso de revelación en que un profeta–maestro llamado Marsanes informa sobre su ascenso espiritual después de la muerte. El tratado no es cristiano; pertenece más bien a la corriente platónica del movimiento setita gnóstico, a la que también pertenecen Alógenes y Zostrianos. Fue compuesto en idioma griego hacia finales del siglo III o principios del IV, quizás en Alejandría. Su extraña interpretación de los mitos setitas tradicionales indica su ubicación tardía en la evolución literaria de la recopilación setita.
Marsanes está en deuda con la filosofía griega, especialmente en los temas de astrología y metafísica; y de modo particular puede relacionarse con los filósofos neoplatónicos Jámblico de Calcis (pitagórico) y Teodoro de Asine.

## El objetivo del escrito
El objetivo del tratado es fundamentar la autoridad de Marsanes como profeta, con visión de futuro, y líder espiritual de su comunidad, y presentar su enseñanza detallada con respecto a los primeros principios de teología setita, con referencia especial a la naturaleza y al destino del alma. Su revelación acerca de los distintos niveles de la realidad está basada en el ascenso de un visionario a lo más alto, y es una característica común de la literatura apocalíptica. Además, se encuentran a lo largo de todo el tratado exhortaciones a acoger estos conocimientos revelados como camino de salvación. El lector es así confrontado con un discurso en el que los conceptos filosóficos están sujetos a los fines religiosos.
Una de las características más propias de Marsanes es su capacidad para conocer los nombres correctos de los poderes, angélicos y divinos, planetarios y cósmicos, que controlan el destino del alma; así como su habilidad para manipular los símbolos gramaticales y astrológicos que los representan.

## Enlaces
(enlace roto disponible en Internet Archive; véase el historial, la primera versión y la última).

 

- Datos: Q547135